# 26-й піхотний полк (Австро-Угорщина)
26-й Угорський піхотний полк Шрайбера (нім. k. u. k. Ungarisches Infanterie Regiment „Schreiber“ Nr. 26) ― піхотний полк Спільної армії Збройних сил Австро-Угорщини.

## Історія
Полк був сформований в 1717 році під назвою Піхотний полк Анспах (нім. Infanterie-Regiment Anspach).
Штаби полку: Чеські Будейовиці (1873), Відень (1902), Дьєр (1903—1914). Округ поповнення: Естергом (№ 26), на території 5-го армійського корпусу.
Полкове свято відзначалося 31 жовтня, в річницю битви під Кальдьєро (1805).

## Бойовий шлях
Брав участь в Наполеонівських війнах, Семирічній війні, Австро-прусській війні, в придушені Угорської революції (1848—1849).
Під час Першої світової війни, полк воював в складі 1-ї армії проти італійців під Ізонцо, також під Любліном. Відбивав контратаку росіян під Пйотрковом. В часі Великодньої битви 1915 року, серед запеклих боїв, вони захищали Черешенські висоти.
В прориві під Горлицями полк завдав допоміжного удару на другорядному театрі бойових дій, а потім зустрів контратаку росіян на своїй ділянці біля Вісли. Під час Брусилівського наступу полк зміг утримати призначену ділянку місцевості лише ціною найбільших жертв, з 50-відсотковими втратами. У липні 1917 року полк брав участь у відбитті атаки Керенського, перебував в Лукавці в складі 2-ї армії, а потім був відправлений на італійський фронт у складі 11-ї армії. Підрозділ брав участь у битві при Асіаго.

## Склад
- 1-й батальйон (1903―1905: Рогатиця; 1906―1914: Дьєр);
- 2-й батальйон (1903―1914: Дьєр);
- 3-й батальйон (1903―1914: Естергом);
- 4-й батальйон (1903―1914: Дьєр).

Національний склад (1914):
- 53 % — угорці;
- 38 % — словени;
- 9 % — інші національності.[2]

## Почесні шефи
- 1717―1723: принц Карл Вільгельм Фрідріх;
- 1724―1736: фельдмаршал-лейтенант Генріх Фрайгер фон Мюффлінг;
- 1737―1750: фельдмаршал-лейтенант, граф Миколай Грюнне;
- 1751―1775: фельдцейхмейстер, граф Португало Антоніо Конде де Пуебла;
- 1776―1785: фельдцейхмейстер Франц Карл Фрайгер фон Ріссе;
- 1786: генерал-майор Йозеф Фрайгер де Берберек Аллвінці;
- 1786―1789: фельдцейхмейстер, граф Річард Д'Алтон;
- 1790―1802: фельдцейхмейстер Вільям Фрайгер фон Шредер;
- 1803―1813: фельдцейхмейстер Людвіг, принц Гогенлое-Бартенштейн;
- 1814: фельдцейхмейстер Вільгельм V Оранський;
- 1815―1840: фельдцейхмейстер Віллем I, перший король Нідерландів, великий герцог Люксембурзький;
- 1841―1843: король Вільгельм;
- 1844―1851: генерал-майор, ерцгерцог Фердинанд Карл Віктор Австрійський-Есте;
- 1852―1910: генерал-фельдцейхмейстер, великий князь Михайло Романов;
- 1910―1918: фельдцейхмейстер Віктор Шрайбер.

Другі почесні шефи:
- 1814―1815: фельдцейхмейстер Людвіг, принц Гогенлое-Бартенштейн;
- 1815―1817: фельдмаршал-лейтенант Йозеф фон Пфанцельтер;
- 1819―1844: фельдцейхмейстер Йоганн Філіп Фабер фон Еренбрайтштайн;
- 1844―1852: фельдмаршал-лейтенант Антон Шик фон Зігенбург;
- 1853―1887: фельдмаршал-лейтенант Йоганн фон Сьюзен.[3]

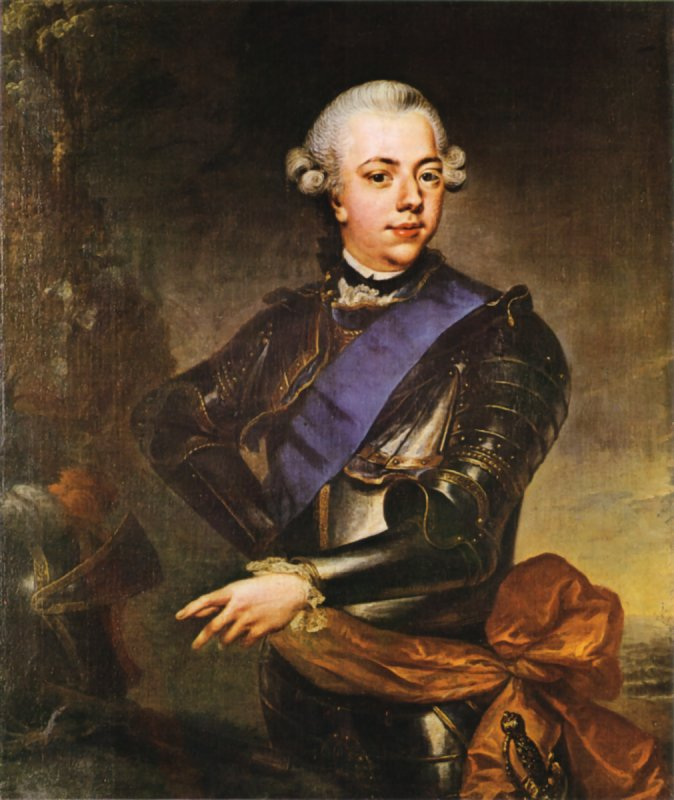
Вільгельм V Оранський
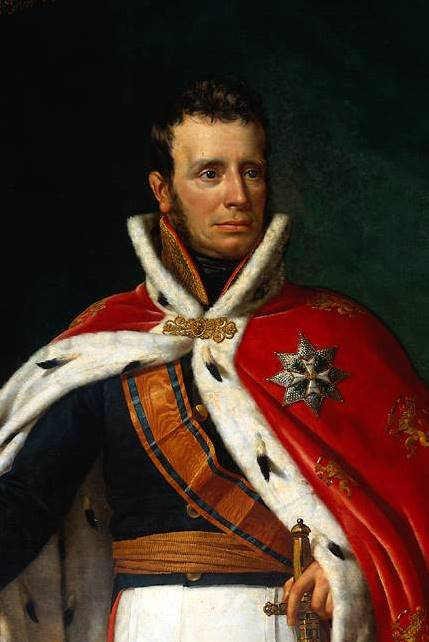
Віллем I
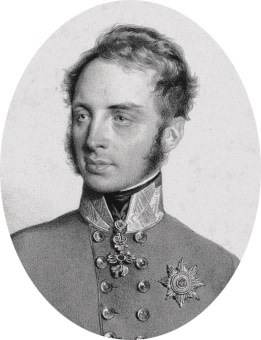
Фердинанд Карл Віктор Австрійський-Есте
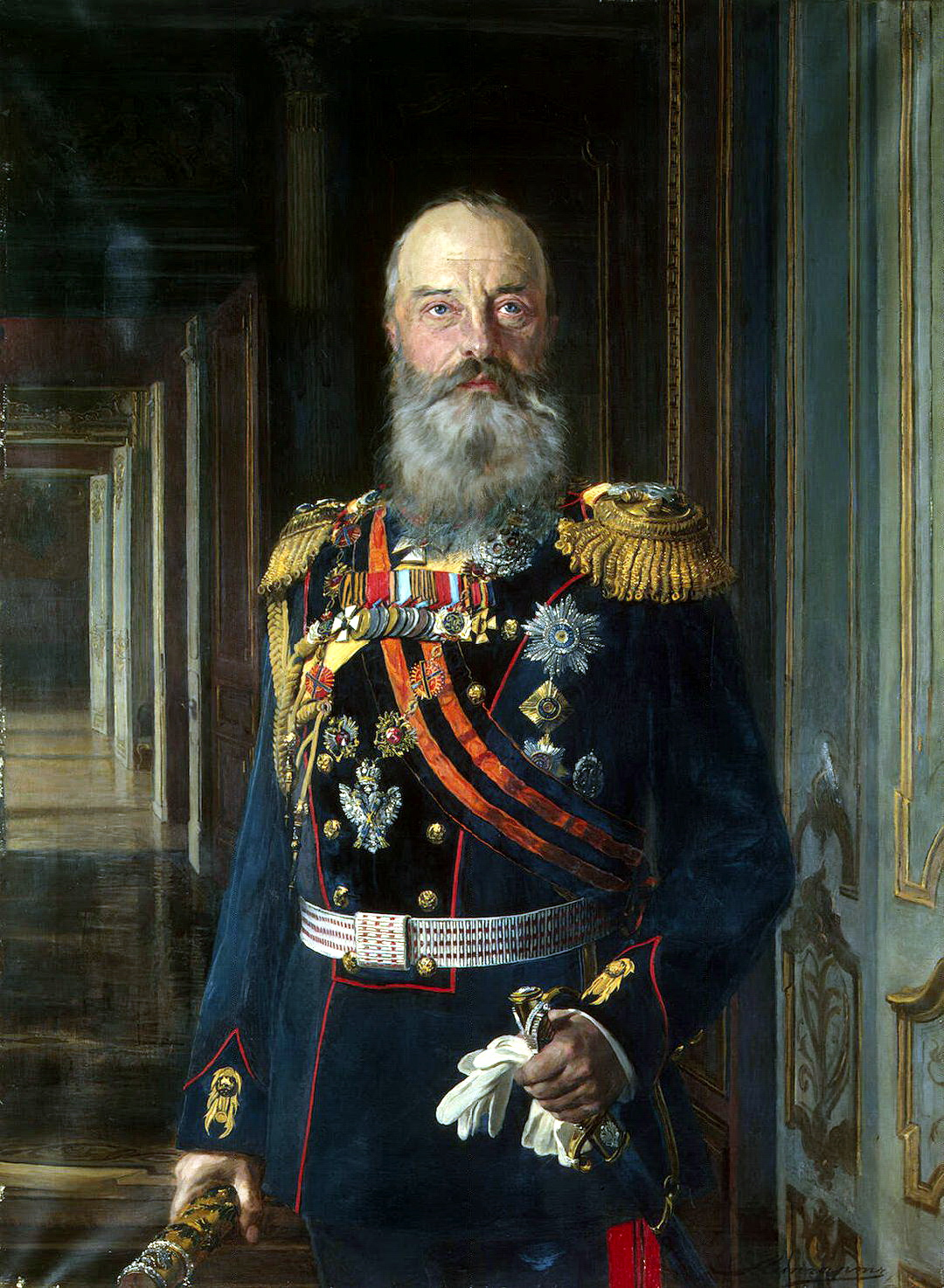
Михайло Романов

## Командування
- 1859, 1865: полковник Георг барон фон Вальдштеттен;[4][5]
- 1873: полковник Філіп Грюнне;
- 1879: полковник Йоганн Фрайгер Абель фон Ліліенберг;[6]
- 1903: полковник Едуард Ріттер фон Швейцер;
- 1904―1905: полковник Франц Маренці фон Тальюно і Талгейт, маркграф Вал Оліола Фрайх фон Маренцфельдт та Шенек;
- 1906―1909: полковник Йозеф фон Вебер;[7]
- 1911―1913: полковник Йозеф Марк;
- 1914: полковник Лівій Борота фон Трстениць;[2][8]

## Підпорядкування
У 1914 році полк входив до складу 65-ї піхотної бригади 33-ї піхотної дивізії.

## Однострій

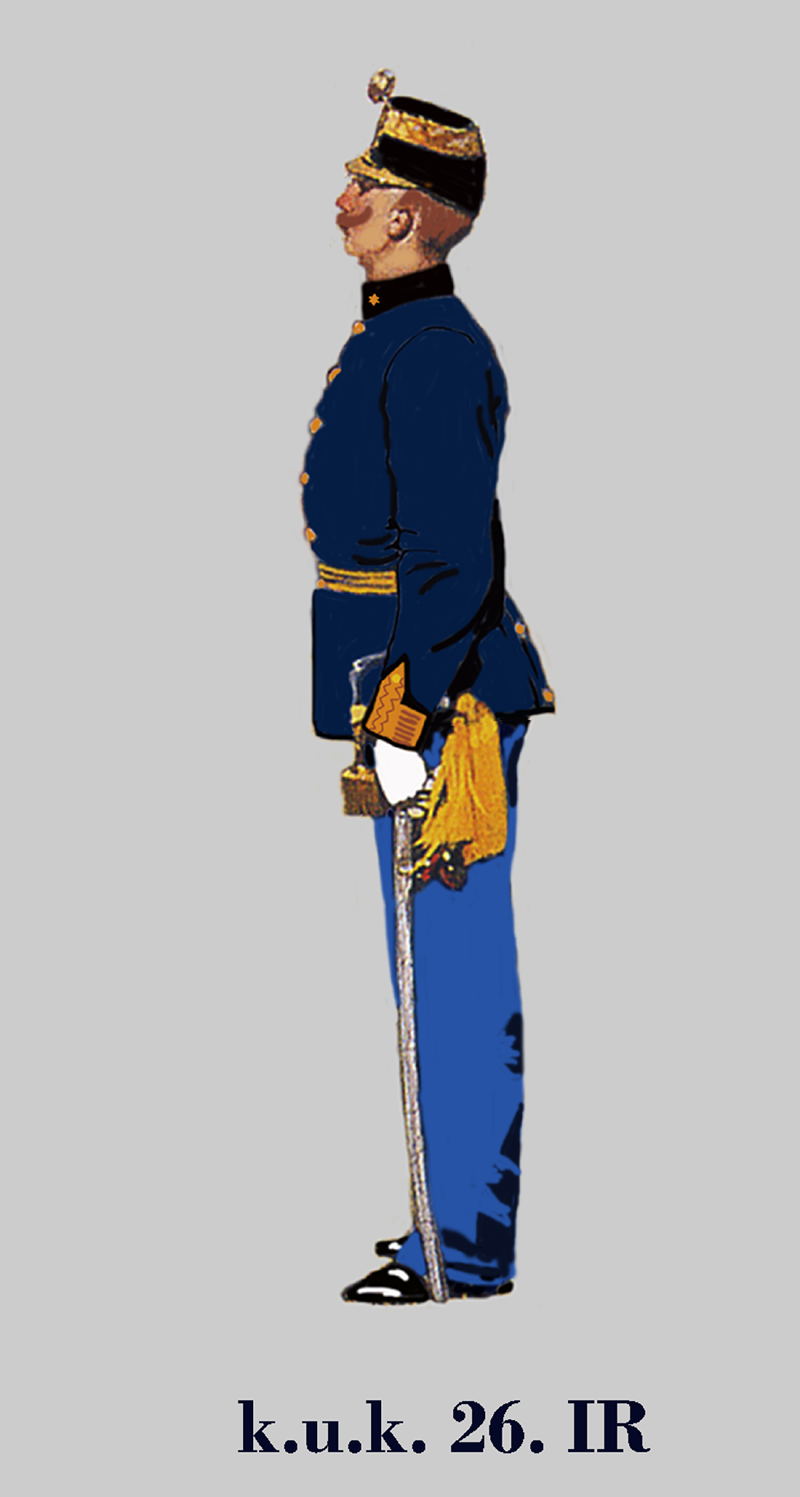
Лейтенант 26-го піхотного полку
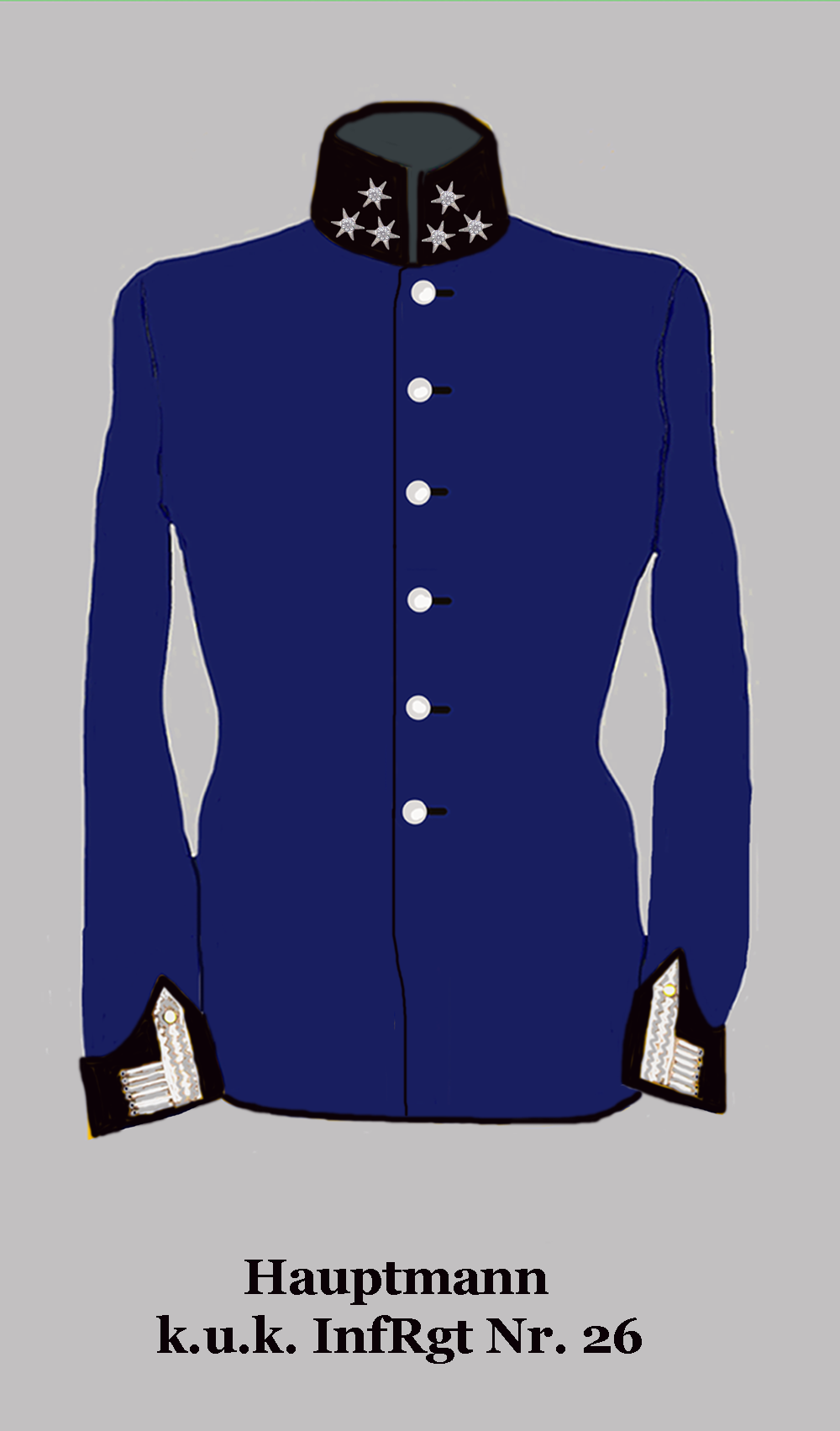
Мундир гауптмана 26-го піхотного полку

## Військовослужбовці
| Ім'я                         | Ім'я в оригіналі              | Роки життя              | Місце народж. | Звання • посада • підрозділ                                | Період служби в полку | Додатково                   |
| ---------------------------- | ----------------------------- | ----------------------- | ------------- | ---------------------------------------------------------- | --------------------- | --------------------------- |
| Ангіал фон Сікабоні Діонісій | Angyal von Sikabony Dionysius | 1875 р.н.               | Секешфегерва  | гауптман, прикомандирований до штабу 12-го піхотного полку | –                     | потрапив у російський полон |
| Ріва Еріх                    | Riva Erich                    | –                       | –             | оберлейтенант (капітан від 01.05.1917), командир роти      | 16.02.1915 ― 11.1918  | –                           |
| Цельнер Еміль Франц          | Zellner Emil Franz            | 03.12.1889 — 09.01.1946 | Голлабрунн    | лейтенант (1911)                                           | 1908 ― 01.01.1913     | –                           |
| Шмідт Геогр                  | Schmidt Georg                 | 1887- † 03.01.1915      | –             | єфрейтор титулярний капрал, 4 рота                         | –                     | –                           |
| Шварц Йоганн                 | Schwarcz Johann               | 1890- † 31.03.1915      | Крагуле       | піхотинець, 7 рота                                         | –                     | –                           |
| Шварц Лукас                  | Schwarz Lukas                 | 1886 р.н.               | Вельке Поле   | резервіст                                                  | –                     | потрапив у полон            |